# André Almeida (ciclista)
André de Souza Almeida, nascido em 16 de dezembro  de  1992, é um ciclista brasileiro.

## Biografia
Em 12 de julho de 2018, é suspenso provisionalmente devido a uma taxa de hemoglobina em seu passaporte biológico que era demasiado débil em 2016. Em dezembro de 2018, está suspenso quatro anos até 30 de janeiro de 2022

## Palmarés
- 2012
  - 3.º do campeonato do Brasil em estrada esperanças
- 2013
  -  Campeão do Brasil da contrarrelógio esperanças
  - 2.º do campeonato do Brasil em estrada esperanças
- 2014
  - 2.º da Giro do Interior de São Paulo
  - 2.º do campeonato do Brasil em estrada esperanças

## Classificações mundiais
| Ano              | 2012   | 2013 | 2014  | 2015  |
| UCI America Tour | 315.º. |      | 185.º | 335.º |